# Rainbow Bridge
Rainbow Bridge е петият студиен албум на американския рок-музикант Джими Хендрикс и вторият, издаден след смъртта му. Записан е 1968 година и е издаден през октомври и ноември 1971 година в САЩ и Англия. Почти всички песни от този албум са написани от Джими Хендрикс.

## Песни

### Първа част
1. Dolly Dagger – 4:45
2. Earth Blues – 4:20
3. Pali Gap – 5:05
4. Room Full of Mirrors – 3:17
5. Star Spangled Banner – 4:07

### Втора част
1. Look Over Yonder – 3:28
2. Hear My Train A Comin – 11:15
3. Hey Baby (New Rising Sun) – 6:05